# Kuk (rivière)
Pour les articles homonymes, voir Kuk.
La rivière Kuk est une rivière au nord-ouest de l'Alaska aux États-Unis, de  36 milles (58 km) de long, située dans le borough de North Slope qui prend sa source à la jonction de la rivière Avalik et de la rivière Kaolak, et coule en direction du nord pour se jeter dans la mer des Tchouktches, à 6 milles (10 km) au sud est de Wainwright.
Son nom en inuit signifie simplement rivière.

## Affluents
- Kungok – 26 miles (42 km)
- Ivisaruk – 78 miles (126 km)
- Avalik – 85 miles (137 km)
  - Ketik - 85 miles (137 km)
- Kaolak – 60 miles (97 km)